# Anders Johan Lexell

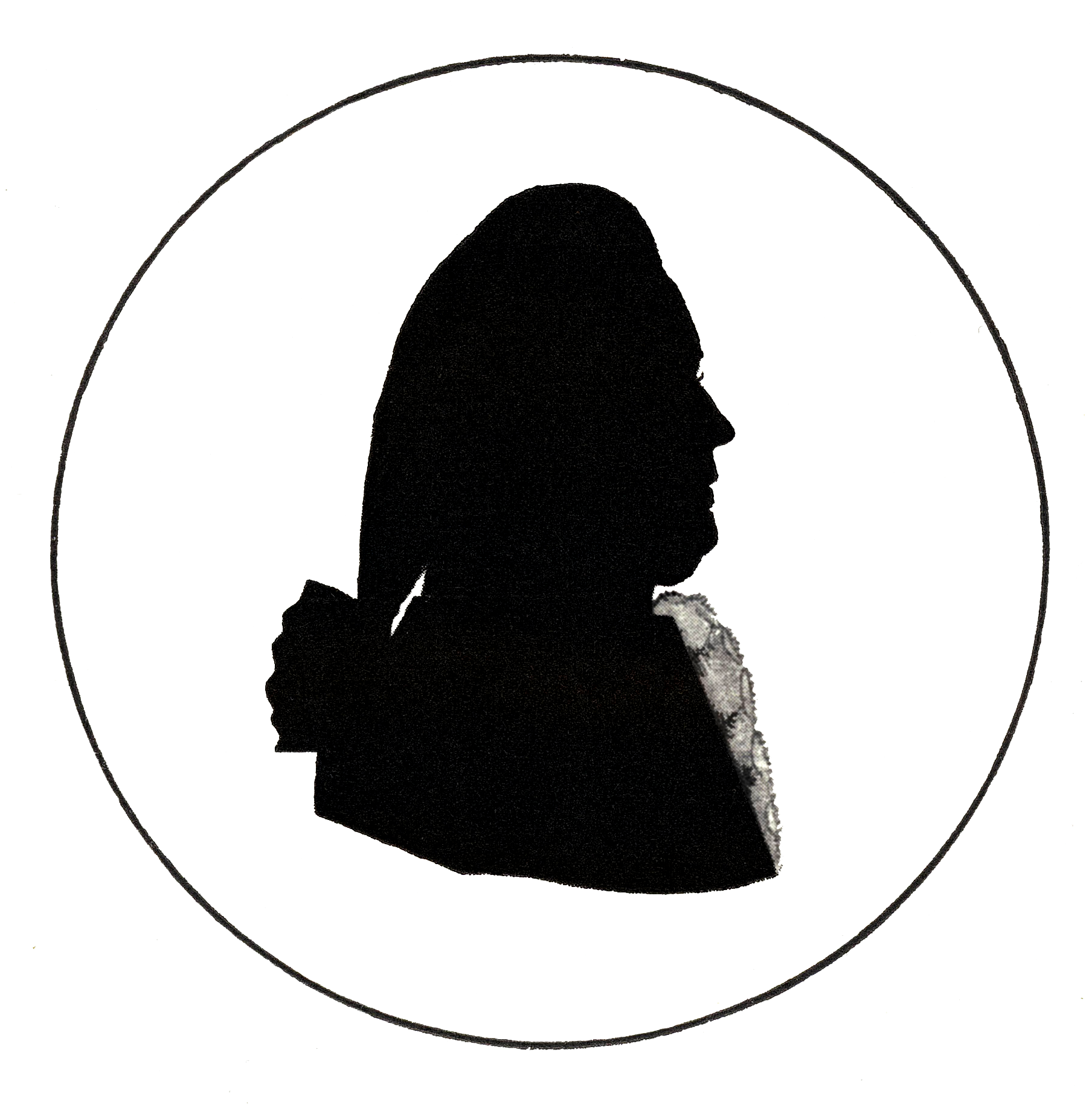
Anders Johan Lexell;
aus Nova Acta Academiae Petropolitanae Tome II

Anders Johan Lexell (* 24. Dezember 1740 in Turku; † 30. Novemberjul. / 11. Dezember 1784greg. in Sankt Petersburg) war ein finnlandschwedisch geborener, später nach Russland emigrierter Astronom und Mathematiker. Die russische Schreibweise seines Namens ist Andrei Iwanowitsch Leksel (Андрей Иванович Лексель). Andere Schreibvarianten sind Anders Johann Lexell oder Johann Anders Lexell.

## Leben und Wirken

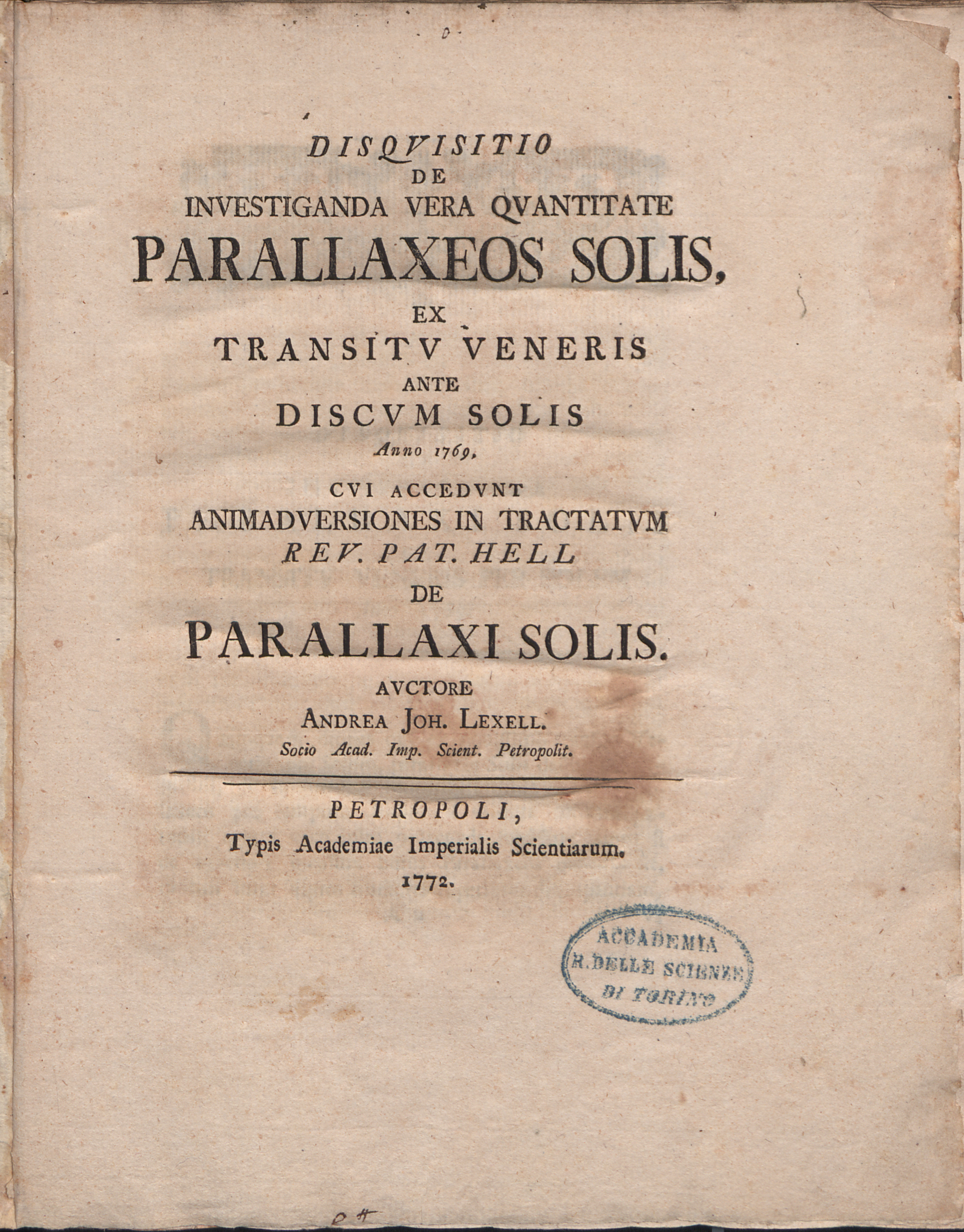
Disquisitio de investiganda vera quantitate

Lexell wurde in Åbo (heute Turku) als Sohn von Johan Lexell, einem Goldschmied und Verwaltungsbeamten, und Madeleine-Catherine Björkegren geboren. Zu seiner Geburtszeit gehörte die Stadt zum schwedischen Reich und seine Eltern waren Angehörige der schwedischen Bevölkerungsgruppe in Finnland. Nach dem Studium an der Akademie zu Åbo wurde er mit der Arbeit Aphorismi mathematico-physici zum Doktor der Philosophie promoviert. Sein Doktorvater war Jakob Gadolin (1719–1802). Im Jahr 1763 zog er nach Uppsala und lehrte als Mathematik-Dozent an der dortigen Universität und ab 1766 als Professor für Mathematik an der Seefahrtsschule in Uppsala. Mit der Arbeit Methodus integrandi nonnulis aequationum exemplis illustrata wurde Lexell 1768 auf Vorschlag von Leonhard Euler als außerordentlicher Professor nach Sankt Petersburg berufen. 1771 wurde er ordentliches Mitglied der Russischen Akademie der Wissenschaften. 1780–81 unternahm er eine Studienreise durch Deutschland, Frankreich, die Niederlande, England und Schweden. In St. Petersburg war er eng mit Leonhard Euler befreundet und wurde nach dessen Tod 1783 dessen Nachfolger in St. Petersburg, starb jedoch nur ein Jahr später. In seinem Todesjahr 1784 wurde er zum Mitglied der Royal Society of Edinburgh gewählt. Seit 1776 war er korrespondierendes Mitglied der Académie des sciences in Paris.
Lexells Hauptarbeitsgebiet war die Himmelsmechanik. Er berechnete die Bewegungen von Kometen und anderen Himmelskörpern. 1769 untersuchte er zusammen mit Christian Mayer in St. Petersburg den Venustransit. Damit wurde es ihm möglich die Parallaxe der Sonne zu berechnen. Er errechnete die Bahn des Kometen D/1770 L1 (Lexell), der dann nach ihm benannt wurde, obwohl er von Charles Messier entdeckt wurde. Dieser Komet kam der Erde von allen Kometen am nächsten, lediglich einige Asteroiden kamen noch näher heran. Komet Lexell wurde dadurch zum ersten erdnahen Objekt; seine genaue Entfernung wurde nicht gemessen, aber es wird vermutet, dass er in einer Entfernung von nicht mehr als 3 Millionen Kilometer an der Erde vorbeiflog.
Lexell half Euler bei der Ausarbeitung von dessen Mondtheorie und war Coautor bei Eulers 1772 erschienenen Theoria motuum Lunae.
Lexell war auch der Erste, der die Umlaufbahn des Planeten Uranus kurz nach dessen Entdeckung  durch Wilhelm Herschel 1781 ermittelte. Er erkannte dabei, dass es sich nicht, wie zunächst vermutet, um einen Kometen, sondern um einen Planeten handelt. Er erkannte auch, dass die Bewegung von Uranus durch ein anderes Objekt gestört wurde, und vermutete als Ursache einen damals noch unbekannten Planeten, dessen Position man aber zu diesem Zeitpunkt noch nicht errechnen konnte. Dies gelang mehr als 60 Jahre später Urbain Le Verrier, dessen Berechnungen zur Entdeckung des Planeten Neptun führten.
Der Mondkrater Lexell und der Asteroid (2004) Lexell sind nach ihm benannt worden.